# Daniel Nordmark
Karl Daniel Nordmark (Lidköping, 4 gennaio 1988) è un ex calciatore svedese, di ruolo centrocampista.

## Carriera
A livello giovanile è cresciuto tra Lidköpings IF, IF Heimer (due squadre della sua città natale) ed Elfsborg.
Proprio con l'Elfsborg ha debuttato in Allsvenskan il 23 aprile 2008, giocando gli ultimi due minuti di Hammarby-Elfsborg (0-0). Rimane in giallonero quattro anni collezionando complessivamente 76 presenze in campionato, di cui 31 da titolare.
Terminata la stagione 2011 non ha ricevuto alcun rinnovo contrattuale, così nel gennaio 2012 è stato ingaggiato dall'Helsingborg, squadra appena reduce dalla conquista del titolo nazionale. Tra il 2013 e il 2014 viene utilizzato più raramente dal nuovo allenatore Roar Hansen. Nell'agosto 2014, avendo giocato solo una partita in tutta la prima metà di campionato, ottiene la cessione.
Passa così all'Örebro a titolo definitivo, con un contratto valido fino al termine della stagione 2016. Con i bianconeri trascorre due anni e mezzo.
Nel 2017, a soli 29 anni, torna a Lidköping per assumere la duplice carica di giocatore e di direttore sportivo del Lidköpings FK. La squadra, nata nel 2012 dalla fusione tra Lidköpings IF e IF Heimer, milita nella quarta serie nazionale. Rimane per due stagioni, la seconda di esse trascorsa in quinta serie.

## Palmarès

### Club

#### Competizioni nazionali
- Supercoppa di Svezia: 1

Helsingborg: 2012